# Кучинев, Владимир Георгиевич
Владимир Георгиевич Кученев (25 мая 1895, г. Васильсурск, Нижегородская губерния, Российская империя — 3 октября 1956, Москва, СССР) — советский военачальник, полковник (1939), кавалер Георгиевского оружия (15.05.1916).

## Биография
Родился 25 мая 1895 года в городе Василь, ныне г. Васильсурск Воротынского района Нижегородской области. Русский. С 1905 года учился во 2-м кадетском корпусе в Москве.

### Военная служба

#### Первая мировая война
В июне 1914 года поступил юнкером в Павловское военное училище в Петрограде, в декабре 1914 года выпущен прапорщиком и направлен на Юго-Западный фронт, где воевал в Карпатах командиром роты в составе 4-го Финляндского стрелкового полка. Под деревней Козлова был ранен и эвакуирован в тыл, выйдя из госпиталя, в июле 1915 года вернулся в полк и воевал с ним в Галиции на реке Золотая Липа.
24-25 августа 1915 года командуя ротой в бою у деревни Заздрощ, лично повёл её в штыковую атаку и первым под сильным огнём противника преодолел проволочные заграждения увлекая за собой своих подчинённых. Ворвавшись во вражеские окопы бойцы его роты овладели ими захватив при этом пулемёт и взяв в плен 311 австрийских солдат и офицеров. За что подпоручик Кучинев Высочайшим приказом Государя Императора был награждён Георгиевским оружием.
В октябре у деревни Семиковцы на реке Стрыпе при атаке был контужен и захвачен в плен. До декабря 1917 года находился в лагере военнопленных в Австрии, затем больным возвратился на родину. Врачебной комиссией был признан инвалидом и в марте 1918 года поступил на службу переписчиком в 210-й Мценский военный госпиталь.

#### Гражданская война
В декабре 1918 года добровольно перешёл в РККА и назначен командиром взвода в Отдельный Мценский батальон. Летом 1919 года убыл с ним на Восточный фронт и воевал против адмирала А. В. Колчака. В конце августа батальон был переброшен на Северо-Западный фронт и влился в запасной полк, стоявший под городом Гатчина. Участвовал с ним в боях против генерала Н. Н. Юденича. В ноябре по болезни убыл в отпуск в город Мценск, где вновь заболел. После выздоровления в марте 1920 году Кучинев направлен в года Орёл начальником пересыльной части 126-го этапа и затем убыл с ним на Южный фронт. В составе этого этапа служил до февраля 1922 года, после его расформирования назначен начальником пулемётной команды 50-х Инжавинских пехотных курсов. С расформированием курсов в ноябре переведён помощником командира роты в 16-ю пехотную Тамбовскую Краснознамённую школу.

#### Межвоенные годы
В сентябре 1924 года Кучинев был переведён в Отдельный Московский стрелковый полк, где служил командиром роты, командиром взвода полковой школы, вновь командиром роты и врид командира батальона. С сентября 1927 года проходил службу в Московской Пролетарской стрелковой дивизии помощником начальника штаба, а с декабря — начальником полковой школы 3-го стрелкового полка, с декабря 1929 года — командиром батальона 1-го стрелкового полка. С декабря 1931 года по апрель 1932 года учился на курсах «Выстрел», затем вернулся в дивизию и назначен командиром формировавшегося в ней 30-го отдельного местного стрелкового батальона. В 1937 году вновь учился на курсах «Выстрел». С августа 1938 года исполнял должность начальника Московского вечернего учебного центра РККА. 14 августа 1939 года назначен командиром 785-го стрелкового полка 144-й стрелковой дивизии в городе Владимир. С 1 по 13 марта 1940 года участвовал с ним в Советско-финляндской войне 1939—1940 гг.

#### Великая Отечественная война
С началом войны 29 июня 1941 года дивизия убыла на Западный фронт в состав 20-й армии и заняла оборону в районе Людовичи, Кисели Смоленской области. С середины июля в ходе Смоленского сражения её части вели наступательные бои за овладение городом Рудня. 31 июля она отступила северо-западнее Смоленска, попала в окружение, но её остатки сумели в начале августа переправиться на восточный берег Днепра. Командир дивизии генерал-майор М. А. Пронин в боевой характеристике на него от 8 августа 1941 года отмечал: «В боях с немецким фашизмом умело организует и руководит боем своего полка… 22.7.1941, ведя бой в полуокружении противника в районе м. Болото, с поставленной задачей справился отлично. Вывел полк и в ночь на 23.7.41 сумел оторваться от преследующего противника. В этом бою тов. Кученев показал пример выдержки, воли и отваги…» Затем полковник Кучинев был направлен в ПриВО и с 9 сентября 1941 года вступил во временное командование 338-й стрелковой дивизией, формировавшейся в городе Пенза. В ноябре она была выведена в резерв Ставки ВГК и переброшена на ст. Сергач, затем в декабре направлена на Западный фронт в 33-ю армию и участвовала с ней в битве за Москву, в Ржевско-Вяземской наступательной операции. В ходе последней дивизия вместе с другими соединениями армии прорвалась в тыл противника севернее города Юхнов и завязала упорные бои в районе Вязьмы. Попав в окружение в районе Мятлева, она продолжала вести тяжёлые бои, стремясь вырваться и соединиться с основными силами фронта.
После выхода из окружения в июне 1942 года полковник Кучинев сформировал новую 338-ю стрелковую дивизию 2-го формирования, вошедшую затем в 43-ю армию Западного фронта. 9 июля её части совместно с 415-й и 17-й стрелковыми дивизиями этой же армии форсировали реки Угра в районе севернее Косая Гора и захватили плацдарм в районе с. Мосейниково, в дальнейшем вели бои по его удержанию. В марте 1943 года дивизия в составе 49-й армии участвовала в Ржевско-Вяземской наступательной операции. С августа она в составе 33-й армии участвовала в Смоленской, Спас-Деменской и Смоленско-Рославльской наступательных операциях. 20 сентября «за слабое руководство боевой деятельностью дивизии» отстранён от должности и зачислен в резерв Военного совета Западного фронта. В 1942 году вступил в ВКП(б).
9 декабря 1943 года допущен к командованию 212-й стрелковой дивизией. Воевал с ней в 10-й, затем в 61-й армиях на Западном, 1-м	Белорусском и 1-м Прибалтийском фронтах. Летом 1944 года дивизия в составе 9-го гвардейского стрелкового корпуса 61-й армии участвовала в Белорусской наступательной операции, прошла с боями от Городно до Кобрина. Наступая в исключительно трудных условиях лесисто-болотистой местности, она форсировала реки Припять и Стырь и, стремительно преследуя отступающего противника, вышла юго-западнее и западнее города Пинск, содействуя другим соединениям армии в освобождении города. В ходе Люблин-Брестской наступательной операции дивизия участвовала в освобождении городов Дрогичин, Кобрин, Брест. Приказом по войскам 1-го Белорусского фронта от 8 августа 1944 года за эти бои полковник Кучинев был награждён орденом Красного Знамени. Руководимая им дивизия за овладение Кобрином была награждена орденом Красного Знамени, а за освобождение Бреста — орденом Суворова 2-й	ст. Осенью дивизия в составе 80-го стрелкового корпуса участвовала в Рижской наступательной операции. За овладение городом Рига она была награждена орденом Кутузова 2-й ст. 27 ноября 1944 года по состоянию здоровья освобождён от должности и зачислен в резерв 1-го Прибалтийского фронта, затем с 6 апреля находился в резерве ГУК НКО и Военного совета 1-го Белорусского фронта.
За время войны комдив Кучинев был два раза персонально упомянут в благодарственных в приказах Верховного Главнокомандующего.

#### Послевоенное время
После войны в декабре 1945 года назначен старшим преподавателем кафедры пехоты и методики боевой подготовки Военной академии им. М. В. Фрунзе. 11 января 1947 года полковник Кучинев уволен в запас по возрасту.

## Награды
СССР
- орден Ленина (21.02.1945)[6][7]
- три ордена Красного Знамени (21.07.1942[8], 08.08.1944[9], 03.11.1944[7][10])
  - медали в том числе:
  - «XX лет Рабоче-Крестьянской Красной Армии» (1938)[9]
  - «За оборону Москвы» (1945)
  - «За победу над Германией в Великой Отечественной войне 1941—1945 гг.» (1945)

Приказы (благодарности) Верховного Главнокомандующего в которых отмечен В. Г. Кучинев.
- За овладение областным центром Белоруссии городом и крепостью Брест (Брест-Литовск) — оперативно важным железнодорожным узлом и мощным укреплённым районом обороны немцев на варшавском направлении. 28 июля 1944 года № 157.
- За овладение штурмом столицей Советской Латвии городом Рига — важной военно-морской базой и мощным узлом обороны немцев в Прибалтике. 13 октября 1944 года № 196.

Российской империи
- Георгиевское оружие (15.05.1916)[3]
- орден Святой Анны 4 степени с надписью «За храбрость» (06.12.1915)[11]